# Les Langoliers
Les Langoliers (titre original : The Langoliers) est une nouvelle longue ou un roman court de Stephen King, publié dans le recueil Minuit 2 en septembre 1990.

## Résumé
Lors d'un vol entre Los Angeles et Boston, dix passagers d'un avion qui s'étaient endormis se réveillent pour se rendre compte que tous les autres passagers ont disparu et qu'il ne reste que des objets qu'ils portaient sur eux ou même à l'intérieur de leurs corps (broches chirurgicales, plombages). Par chance, l'un d'eux, Brian Engle, est un pilote de ligne qui se rendait aux funérailles de son ex-épouse. Incapables d'entrer en contact radio avec qui que ce soit, ils décident d'atterrir sur le petit aéroport  de Bangor malgré les protestations de Craig Toomy, un opérateur de marché sur le point de craquer nerveusement. Après l'atterrissage, ils trouvent l'aéroport désert et, de plus, les odeurs, les goûts et les sons sont différents, comme s'ils provenaient d'un proche passé et non du présent. Ils entendent également un son menaçant qui se rapproche lentement et que Toomy associe aux « Langoliers », des monstres qui l'effrayaient quand il était enfant. Toomy finit par craquer et, devenu un dangereux schizophrène, doit être maîtrisé et attaché.
Bob Jenkins, auteur de romans policiers, émet l'hypothèse que l'aurore boréale qui était sur le trajet de leur vol est une sorte de portail vers le passé et qu'ils doivent le repasser dans l'autre sens pour revenir dans le présent. Pendant que la plupart des passagers refont le plein de carburant, Toomy se libère et poignarde Dinah Bellman, une petite fille aveugle, puis tue un autre passager avant d'être neutralisé par le jeune Albert Kaussner. Avant de mourir, Dinah persuade les autres qu'ils ont encore besoin de Toomy. À l'arrivée des Langoliers, des créatures rondes avec seulement une énorme bouche et des dents aiguisées, Toomy attire leur attention et sa tentative de fuite avant qu'il se fasse dévorer donne le temps aux autres de décoller.
Jenkins pense que la fonction des Langoliers est de dévorer le passé. Lors du voyage de retour, les passagers se confient et réalisent qu'ils ont tous des regrets à propos d'actions passées. Jenkins se rend compte qu'il faut absolument qu'ils soient endormis avant de repasser le portail mais le seul moyen est de dépressuriser l'atmosphère de l'avion le temps qu'ils s'évanouissent puis de rétablir la pression au niveau normal. Il faut donc que quelqu'un se sacrifie et Nick Hopewell, membre des services spéciaux britanniques qui a décidé de raccrocher, se porte volontaire. Quand les autres se réveillent, Hopewell a disparu à son tour. Engle pose l'appareil à Los Angeles mais l'aéroport est désert lui aussi. Après un moment de panique, ils comprennent qu'ils sont légèrement dans le futur et assistent émerveillés à l'apparition des gens dans le présent.

## Accueil
Le récit a été considéré par la critique de l'époque comme le meilleur du recueil de quatre histoires dont il fait partie. Pour Michael R. Collings, King se montre « au sommet de sa forme » dans cette « histoire typique de la Quatrième Dimension » où les « visions d'un monde qui perd sa solidité, où la matière s'use littéralement, et celle du néant que représentent les Langoliers restent longtemps dans l'esprit du lecteur ». James Smythe, du Guardian, estime que c'est la meilleure histoire du recueil, « une idée géniale dont l'exécution est à la fois solide et terrifiante ». Écrivant pour Bifrost, Thomas Day évoque un récit de science-fiction avec quelques touches horrifiques « globalement plaisant » mais « parfois longuet » où « suspense, décalages temporels et émotions fortes » sont au menu. Stephen Spignesi la considère à l'inverse comme la moins efficace des quatre histoires de Minuit.

## Distinctions
Les Langoliers a été nommé au prix Bram-Stoker de la meilleure nouvelle longue 1991.

## Adaptation
Les Langoliers a fait l'objet d'une adaptation télévisée sous le même titre réalisée par Tom Holland en 1995 avec notamment David Morse, Dean Stockwell et Bronson Pinchot dans les rôles principaux.